# Asianopis cornigera
Espèce
Synonymes
- Deinopis cornigera Gerstäcker, 1873
- Dinopis bubalus Simon, 1890
- Deinopis bubala Simon, 1890

Asianopis cornigera est une espèce d'araignées aranéomorphes de la famille des Deinopidae.

## Distribution
Cette espèce se rencontre en Tanzanie, au Rwanda, au Burundi, en Éthiopie et en Afrique du Sud.

## Description
La carapace du mâle holotype mesure 5 mm.

## Systématique et taxinomie
Cette espèce a été décrite sous le protonyme Deinopis cornigera par Gerstäcker en 1873. Elle est placée dans le genre Asianopis par Chamberland, Agnarsson, Quayle, Ruddy, Starrett et Bond en 2022.
Deinopis bubalus a été placée en synonymie par Pocock en 1902.

## Publication originale
- Gerstäcker, 1873 : « Arachnoidea. » Reisen in Ostafrica, Leipzig, vol. 3, no 2, p. 461-503 (texte intégral).